# Фелпс-Сіті (Міссурі)
Фелпс-Сіті (англ. Phelps City) — переписна місцевість (CDP) в США, в окрузі Атчісон штату Міссурі. Населення — 0 осіб (2020).

## Географія
Фелпс-Сіті розташований за координатами 40°24′2″ пн. ш. 95°35′42″ зх. д. / 40.40056° пн. ш. 95.59500° зх. д. (40.400635, -95.594955).  За даними Бюро перепису населення США в 2010 році переписна місцевість мала площу 1,28 км², уся площа — суходіл.

## Демографія
Згідно з переписом 2010 року, у переписній місцевості мешкали 24 особи в 10 домогосподарствах у складі 4 родин. Густота населення становила 19 осіб/км².  Було 14 помешкання (11/км²).
Расовий склад населення:
| - 100,0 % — білих |

До двох чи більше рас належало 0 %. Частка іспаномовних становила 0 % від усіх жителів.
За віковим діапазоном населення розподілялося таким чином: 37,5 % — особи молодші 18 років, 29,2 % — особи у віці 18—64 років, 33,3 % — особи у віці 65 років та старші. Медіана віку мешканця становила 41,5 року. На 100 осіб жіночої статі у переписній місцевості припадало 200,0 чоловіків;  на 100 жінок у віці від 18 років та старших — 200,0 чоловіків також старших 18 років.
Цивільне працевлаштоване населення становило 0 осіб. 